# Ruth Lorenzo
Ruth Lorenzo Pascual (* 10. November 1982 in Murcia) ist eine spanische Sängerin und Komponistin.

## Biografie
Lorenzo wurde als Teilnehmerin an der britischen Castingshow The X Factor im Jahr 2008 bekannt, wo sie mit Dannii Minogue als ihrem Mentor den fünften Platz erreichte. Am 22. Februar 2014 gewann sie den spanischen Vorentscheid zum Eurovision Song Contest 2014 und vertrat somit Spanien am 10. Mai mit dem Lied Dancing in the Rain in Kopenhagen. Sie belegte im Finale den zehnten Platz. 2024 war sie Teil des Moderationstrios des Benidorm Fest, dem spanischen Vorentscheid zum Eurovision Song Contest 2024. Außerdem war sie teil des Moderationstrios beim Junior Eurovision Song Contest 2024 in Madrid.
- Ruth Lorenzo (2014)

## Diskografie
Alben
- 2014: Planeta azul
- 2018: Loveaholic

Singles
- 2011: Burn
- 2013: The Night
- 2013: Love Is Dead
- 2014: Dancing in the Rain
- 2014: Gigantes
- 2014: Renuncio
- 2015: Flamingos
- 2015: Patio feo
- 2016: Voces